# Brotherhood (The Chemical Brothers)
Brotherhood è la seconda raccolta dei pezzi più famosi del duo britannico di musica elettronica, i Chemical Brothers.
L'album è stato pubblicato a settembre 2008 e contiene due dischi. Nel primo sono inseriti 15 singoli di successo del gruppo, mentre nel secondo sono inserite le dieci Electronic Battle Weapon (promo inviati ai DJ per testare i nuovi pezzi sulle piste da ballo) pubblicate nella carriera della band.
L'album è promosso dalla Electronic Battle Weapon 10, "Midnight Madness", e da una serie di concerti live che si sono tenuti nei mesi di luglio e agosto.

## Tracce
CD 1
1. "Galvanize" (Radio Edit) (da Push the Button) – 3:11
2. "Hey Boy Hey Girl" (da Surrender) – 4:49
3. "Block Rockin' Beats" (da Dig Your Own Hole) – 5:00
4. "Do It Again" (Edit) (da We Are the Night) – 3:41
5. "Believe" (Edit) (da Push the Button) – 3:48
6. "Star Guitar" (Edit) (da Come with Us) – 3:59
7. "Let Forever Be" (featuring Noel Gallagher) (da Surrender) – 3:56
8. "Leave Home" (from Exit Planet Dust) – 5:34
9. "Keep My Composure" (featuring Spank Rock) – 4:40
10. "Saturate" (da We Are the Night) – 4:49
11. "Out Of Control" (Featuring Bernard Sumner) (Radio Edit) (da Surrender) – 3:58
12. "Midnight Madness" - 4:00
13. "The Golden Path" (featuring The Flaming Lips) (Edit) (da Singles 93-03) – 3:59
14. "Setting Sun" (featuring Noel Gallagher) (Radio Edit) (da Dig Your Own Hole) – 4:00
15. "Chemical Beats" (da Exit Planet Dust) solo nella versione su CD – 4:02

CD 2 (disponibile solo con la versione Deluxe doppio-CD dell'album)
1. "Electronic Battle Weapon 1" (versione di "It Doesn't Matter" da Dig Your Own Hole) – 6:36
2. "Electronic Battle Weapon 2" (versione di "Don't Stop the Rock" da Dig Your Own Hole) – 7:12
3. "Electronic Battle Weapon 3" (versione di "Under the Influence" da Surrender) – 5:02
4. "Electronic Battle Weapon 4" ("Freak of the Week", dal singolo "Music: Response") – 6:05
5. "Electronic Battle Weapon 5" (versione di "It Began in Afrika" da Come with Us) – 9:47
6. "Electronic Battle Weapon 6" (remix di "Hoops" da Come with Us) – 8:59
7. "Electronic Battle Weapon 7" ("Acid Children" dal singolo "Galvanize") – 7:24
8. "Electronic Battle Weapon 8" (versione di "Saturate" da We Are the Night) – 6:15
9. "Electronic Battle Weapon 9" – 6:47
10. "Electronic Battle Weapon 10" (versione di "Midnight Madness") - 8:17